# Tim Draxl

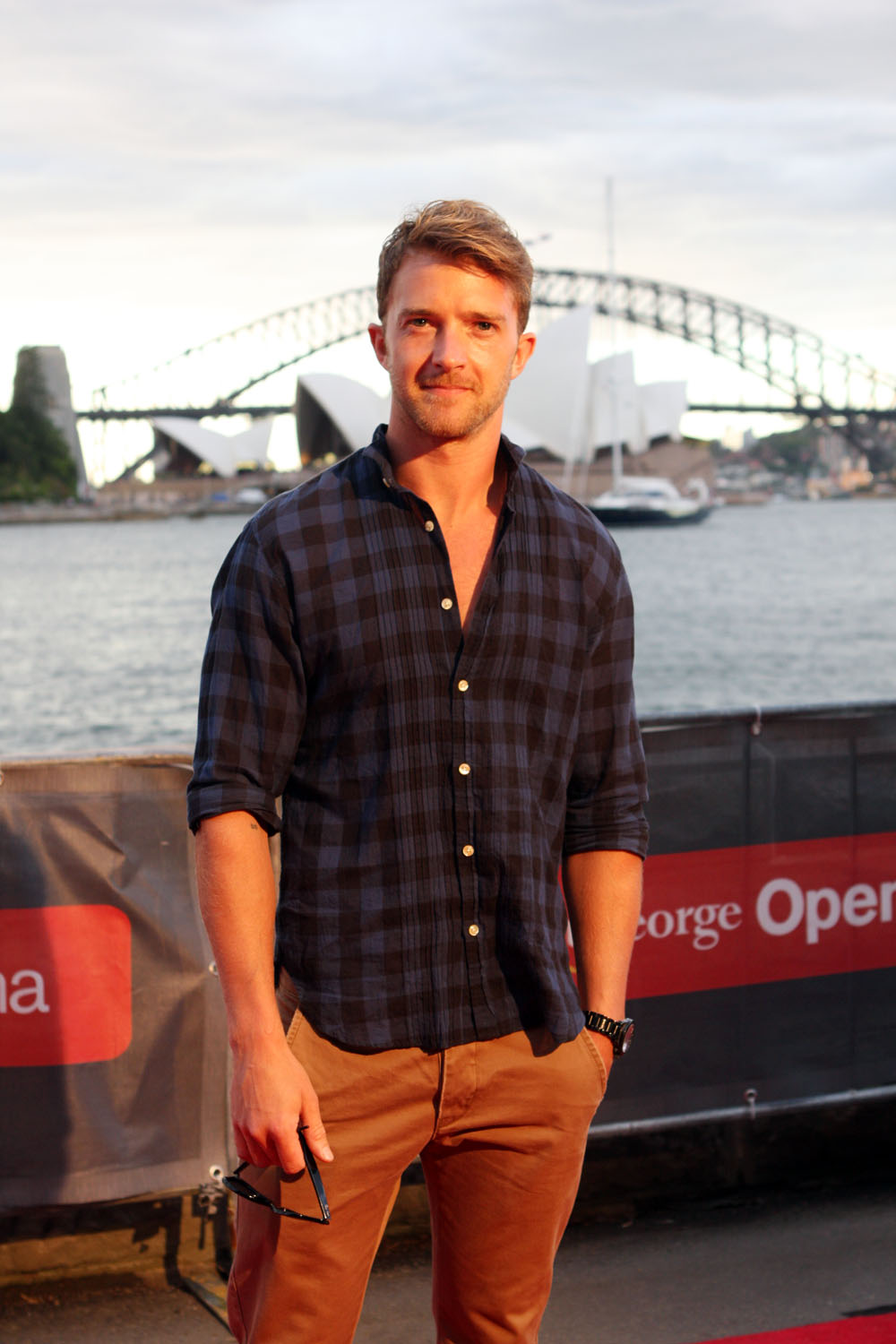
Tim Draxl, Sydney 2012

Tim Draxl (* 8. Oktober 1981 in Sydney) ist ein australischer Kabarettist, Sänger und Schauspieler.
Außerhalb der (Musical-)Theaterszene und außerhalb Australiens ist er insbesondere für seine Rolle des Arztes Henry Fox in A Place to Call Home und als Prof. Mike French der BBC-Serie Supernova bekannt.

## Leben und Karriere
Draxl wurde 1981 in Sydney geboren und wuchs in Jindabyne in New South Wales auf, wo seine Familie in der Skisport-Industrie tätig war, seine drei älteren Brüder wurden professionelle Athleten. Schon sein Vater war als junger Mann als Skifahrer für Österreich bei Olympischen Winterspielen angetreten. Während seiner Kindheit verbrachte er abwechselnd sechs Monate im Jahr dort und die andere Jahreshälfte in den österreichischen Alpen. Er spricht und singt auf Deutsch fließend und fast akzentfrei. Einer seiner Brüder lebt heute in Italien. Angesichts dessen Berichte über die tödliche Ausbreitung von COVID-19 in Italien zog Draxl mit seinem Partner Adrian Barrett an die Südküste Australiens, um sich im Falle eines Lockdowns um seine dort lebende Mutter kümmern zu können.
Er begann seine Karriere als Kabarettist und führt diese Form der Alleinunterhaltung bis heute fort. Noch 2016 wurde Draxl vom Morning Herald als „nach wie vor und ohne Zweifel Australiens bester Kabarettist“ bezeichnet. Seine Darbietung Tim Draxl in Concert wurde 2002 für einen Helpmann Award als Beste Live-Musikveranstaltung nominiert.
Zu Draxls Filmrollen gehören Swimming Upstream (2003), In My Sleep (2010) und Die Trauzeugen (2011). 2004 erhielt er eine Logie-Award-Nominierung als herausragender Schauspieler für seine Darbietung in der ABC-Miniserie The Shark Net. 2005 stieg er als Professor Mike French in die BBC-Serie Supernova ein. Er verkörperte die Rolle in beiden Staffeln bis 2006. Im Jahr 2006 hatte er einen Gastauftritt in der Serie Headland als Kieran Bale. 2010 spielte er Conrad Doyle in vier Folgen der Dramaserie Tangle. Weitere Fernsehrollen hatte er in Supernova, Serangoon Road, Mrs Biggs, Molly und zuletzt in der auch international erfolgreichen Dramaserie A Place to Call Home (Hauptbesetzung ab Beginn der dritten Staffel bis zum Serienende nach der sechsten). Er spielte darin den vorwärtsdenkenden Chirurgen Henry Fox, der im Australien der 1950er-Jahre eine Beziehung zu James Bligh (David Berry) beginnt, einem Mitglied der matriarchalen Adelsfamilie, um die sich das Seriengeschehen dreht. Die dargestellte Liebesgeschichte zwischen Fox und Bligh entwickelte schon früh auch außerhalb der Serie ein Eigenleben durch Fanbeiträge auf Plattformen wie YouTube.
Mit Sony Australia brachte er zwei Studioalben heraus: Ordinary Miracles (1999) und Insongniac (2001). 2010 folgte Live at the Supper Club. Sein neustes Album trägt den Titel My Funny Valentine (2012).
Gemeinsam mit Bryce Hallett entwickelte Draxl das Theaterstück Freeway – The Chet Baker Journey.
Im Frühjahr 2020 waren die fünfmonatigen Proben für eine Neuinszenierung von A Chorus Line gerade abgeschlossen, als der gesamte künstlerische Betrieb vieler Länder aufgrund der zu diesem Zeitpunkt weltweit wütenden COVID-19-Pandemie bis auf weiteres eingestellt werden musste. Das Stück sollte am 19. März 2020 die Spielzeit der Darlinghurst Theatre Company im Eternity Playhouse Sydney eröffnen – am Vormittag des Premierentages wurde von der australischen Regierung ein Versammlungsverbot für Gruppen von mehr als 100 Menschen ausgesprochen und der Spielzeitbeginn vom Theatervorstand auf unbestimmte Zeit verschoben.
Im Juli 2020 hatte Draxl einen Cabaret-Auftritt in der Opernhalle des Sydney Opera House, der COVID-bedingt ohne Publikum stattfinden musste. Der Auftritt wurde für die Digital Season Streaming-Reihe des Opernhauses aufgezeichnet und online zur Verfügung gestellt. Bei dieser Veranstaltung wurde er wie schon während der vorangegangenen Tournee 2019 von einem befreundeten Trio musikalisch begleitet – bestehend aus Daniel Edmunds (Pianist, Musikdirektor), Nick Sinclaire (Kontrabass) und Andy Davies (Schlagzeug).

## Diskografie
- 1999: Ordinary Miracles
- 2001: Insongniac
- 2010: Live at the Supper Club
- 2012: My Funny Valentine

## Bühnenstücke
| Jahr      | Werk                                              | Rolle          | Regie            | Theater                                    | Anmerkungen                                                  |
| --------- | ------------------------------------------------- | -------------- | ---------------- | ------------------------------------------ | ------------------------------------------------------------ |
| 1999      | She Loves Me                                      |                | David Berthold   | State Theatre, Melbourne                   | neben Lisa McCune                                            |
| 1999–2000 | The Sound of Music                                | Rolf           |                  | Sydney                                     | neben Lisa McCune                                            |
| 2001      | Halfway up the Stairs                             |                | David Berthold   |                                            |                                                              |
| 2004      | Ein Mittsommernachtstraum                         |                | Benedict Andrews | Belvoir St. Theatre                        | neben Jacek Koman und Nathan Page                            |
| 2005      | Nailed                                            |                | David Berthold   | Stables Theatre                            | neben Wayne Pygram                                           |
| 2012      | Freeway: The Chet Baker Journey                   |                |                  |                                            |                                                              |
| 2014–15   | Tim Draxl in Cabaret                              | Cabaret-Solist | –                | diverse                                    | Tournee                                                      |
| 2015      | Aladdin And His Wondrous Lamp                     |                |                  | State Theatre Sydney                       |                                                              |
| 2015      | Mothers and Sons                                  | Will Augdin    | Sandra Bates     | Ensemble Theatre                           | Sydney Premiere des Tony-nominierten Stücks                  |
| 2019      | Muriel’s Wedding: The Musical                     |                |                  | Lyric Theatre, Star City, Sydney           |                                                              |
| 2019      | Love Is A Drag                                    | Cabaret-Solist | –                | diverse                                    | Tournee                                                      |
| 2020      | Sydney Opera House Digital Season: Tim Draxl Live | Cabaret-Solist | –                | Joan Sutherland Theatre (Opernhaus Sydney) | Pandemiebedingt ohne Publikum, stattdessen Online-Livestream |

## Filmografie

### Serien
- 2005–06: Supernova (12 Folgen)
- 2006: Headland (9 Folgen)
- 2010: Day One (Pilotfilm)
- 2010: Tangle (Folge 1.10)
- 2011: Crownies (Folge Raisins and Almonds)
- 2012: Miss Fisher's Murder Mysteries (2 Folgen)
- 2012: Mrs Biggs (2 Folgen)
- 2013: Serangoon Road (Folge 1.08)
- 2015–2019: A Place to Call Home (46 Folgen)

### TV-Mehrteiler / Miniserien
- 2003: The Shark Net
- 2016: Molly (Teil 2)

### Filme
- 2002: Dirty Deeds
- 2003: Swimming Upstream
- 2003: Travelling Light
- 2003: The Shark Net
- 2004: Right Here Right Now
- 2004: Dynasty: The Making of a Guilty Pleasure (Fernsehfilm)
- 2006: The Deal (Kurzfilm)
- 2008: Red Canyon
- 2010: Ivory
- 2010: In My Sleep
- 2010: Undocumented
- 2011: Die Trauzeugen (A Few Best Men)
- 2022: Blacklight

## Weitere Projekte
| Jahr | Tätigkeit  | Titel            |
| ---- | ---------- | ---------------- |
| 2004 | Fotografie | The Muf-Tee Show |

## Auszeichnungen
| Jahr | Auszeichnung | Kategorie                                | Werk               | Ausgang     |
| ---- | ------------ | ---------------------------------------- | ------------------ | ----------- |
| 2000 | MAC Award    | Best New Cabaret Talent                  | -                  | Gewinn      |
| 2004 | MO Award     | Best Supporting Actor in a Musical       | The Sound of Music | Nominierung |
| 2004 | Silver Logie | Most Outstanding Actor in a Drama Series | The Shark Net      | Nominierung |
| 2006 | ASTRA Award  | Most Outstanding Performance by an Actor | Supernova          | Nominierung |